# Leo van der Kleij
Leo van der Kleij (* 1954 in Voorburg, Provinz Südholland) ist ein niederländischer Fotograf.

## Leben und Werk
Leo van der Kleij schloss sein Studium an der Fotovakschool in Apeldoorn 1982 ab. Er ist seit 1985 freiberuflicher Fotograf und lehrte von 1995 bis 1999 an der Technischen Universität Delft. Leo van der Kleij arbeitet seit 1986 wiederholt mit Tadashi Kawamata zusammen, dessen Arbeit er fotografisch begleitet. 2003 fand in Schloss Moyland die Ausstellung „Tadashi Kawamata / Leo van der Kleij“ statt.
Reisen nach Tokyo machten die Fotoprojekte Tokyo daily life 2003 und Kitakyushu daily life 2006 möglich. Seit 1977 fotografiert van der Kleij Bergbaugebiete in Westeuropa und Japan. Das Projekt Coal Mine Walking stellte er bei Coalface in Genk und im Vlaams Mijnmuseum in Beringen aus.
Leo van der Kleij ist Mitglied von GKf, SVFN und dem Deutschen Werkbund. Er ist Mitbegründer der Stichting Hollands Negatief mit Guus Rijven und Flip Bool und des Argos fotoburo Den Haag mit Marcel Terlouw.